# Aeroportul Sulaco
Aeroportul Sulaco (IATA: SCD, ICAO: MHUL) este un aeroport din Comayagua, Honduras.
aeroportul dispune de o singură pistă.